# Andalúz nacionalizmus
Az andalúz nacionalizmus a nacionalizmus azon változata, amely Andalúziát országként értelmezi, és az andalúziaiak kulturális egységét közvetíti.

## Ideológia
Az ideológiát 1976 és 2015 között az eleinte baloldali, majd balközéppé szociáldemokratává váló Andalúziai Párt képviselte. 2015 óta nincs párt, amely egyértelműen az andalúz nacionalizmus ideológiáját képviselné, ám számos mozgalom igen. Vannak olyan parlamenten kívüli erők, amelyek Andalúzia függetlenségét követelik, illetve más erők úgy vélik, hogy az andalúziai spanyol nem a spanyol nyelv egy dialektusa, hanem egy külön nyelv. 

## Történelem

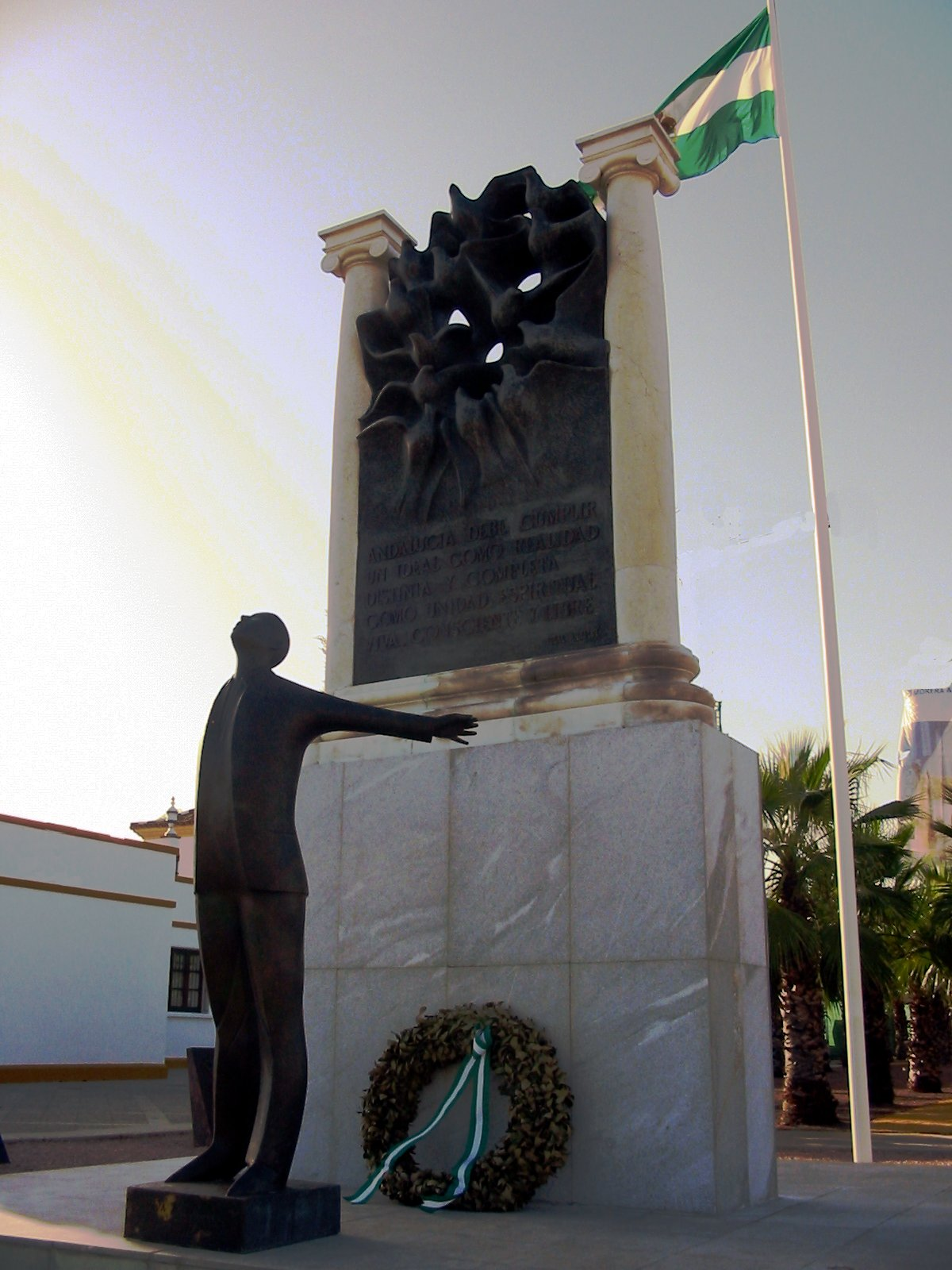
Blas Infante, Andalúzia atyjának emlékhelye, amit azon a helyen emeltek, ahol francoista lázadók tárgyalás nélkül kivégezték 1936-ban

Az andalúz nacioanlizmus a 19. században született meg az Andalúziában élő anarchista földművesek révén. II. Izabella spanyol királynő uralkodása idején gyakoriakká váltak az anarchista felkelések Andalúziában. Később ezek az anarchisták váltak a Madrid és a régió közötti konfliktus főszereplőivé. 
1873-ben kikiáltották az Első Spanyol Köztársaságot, amivel a nacionalisták is megjelentek Andalúzia politikájában. 1883-ban Antequerában tartották az első regionális gyűlést, ahol elkészítették a régió alkotmánytervezetét. Ennek keretében Andalúzia autonóm köztársasággá vált volna a spanyol szövetségi államban. Ez az alkotmány az Antequerai Szövetségi Alkotmány (Constitución Federal de Antequera) néven is ismert.
Blas Infante georgista ideológus volt az ideológiai atyja a modern andalúz nacionalizmusnak. 1918-ban Rondában tartottak egy gyűlést, ahol bemutatták az Antequerai alkotmányon alapuló chartát. A chartában szerepelt Andalúzia hivatalos zászlaja és címere is. A Második Spanyol Köztársaság alatt az ideológiát a Blas Infante vezette Junta Liberalista párt képviselte. 
A spanyol polgárháború alatt Andalúzia eleinte köztársasági irányítás alatt állt, majd végül a régió keleti részét, Almeríát kivéve teljesen nacionalista irányítás alá került. A polgárháború után fennálló Franco-rendszer ellenzett minden nacionalista törekvést, így az andalúz nacionalista törekvések egy időre elnémultak. 
Az andalúz nacionalizmus a Franco-rendszer végén éledt újjá: 1971-ben megalapították az Andalúzia Szocialista Szövetsége nevű szervezetet. A szervezet eleinte sok támogatást kapott Andalúzia fejlettebbnek számító nyugati megyeszékhelyeitől: Cádiztól és Sevillától. Ők is azt az elvet vallották, hogy az andalúz nyelvjárás valójában egy független, külön nyelv,  és nem a spanyol nyelv egyik nyelvjárása.

## Galéria

Blas Infante által tervezett andalúziai zászló, amely ma a régió hivatalos zászlaja
A baloldali nacionalisták és függetlenségiek zászlaja, amelyet a  Nación Andaluza és egyéb csoportok használtak
Másik nacionalista zászló a tartesszoszi nyolcágú csillaggal
Az Andalúz Ifjúság zászlaja (az Andalúziai Párt ifjúsági szervezete)